# Бутирки (Ішимський район)
Бути́рки (рос. Бутырки) — присілок у складі Ішимського району Тюменської області, Росія.
Населення — 44 особи (2010, 59 у 2002).
Національний склад станом на 2002 рік:
- росіяни — 73 %